# Église Saint-Étienne de Sofrunys
Pour les articles homonymes, voir église Saint-Étienne.
L'église Saint-Étienne de Sofrunys est une église romane en ruines située dans l'ancien village de Sofrunys, sur la commune de Glorianes, dans le département français des Pyrénées-Orientales.

## Situation
Elle se situe dans la zone nord-ouest de la commune, au nord du village de Glorianes. Elle est proche de la Collada de Sant Esteve, au nord de l'endroit où se trouvent les anciennes mines de Glorianes.

## Histoire
La première mention documentée de l'église date de 1261, et elle est répertoriée comme paroisse. Cependant, au XIVe siècle Sofrunys était "tellement dépeuplé que l'église perdit son statut de paroisse au profit de St Etienne de Glorianes".

## Architecture
C'est une petite église d'origine romane à nef unique avec une abside orientée à l'est, ornée d'arcs et de bandeaux lombards. La quasi-totalité du mur nord est conservée, où l'on peut voir le début de la voûte en pierre et les arcs latéraux, et une grande partie de l'abside, dans laquelle s'ouvrent deux fenêtres. Le bâtiment est en schiste du coin très bien taillé.

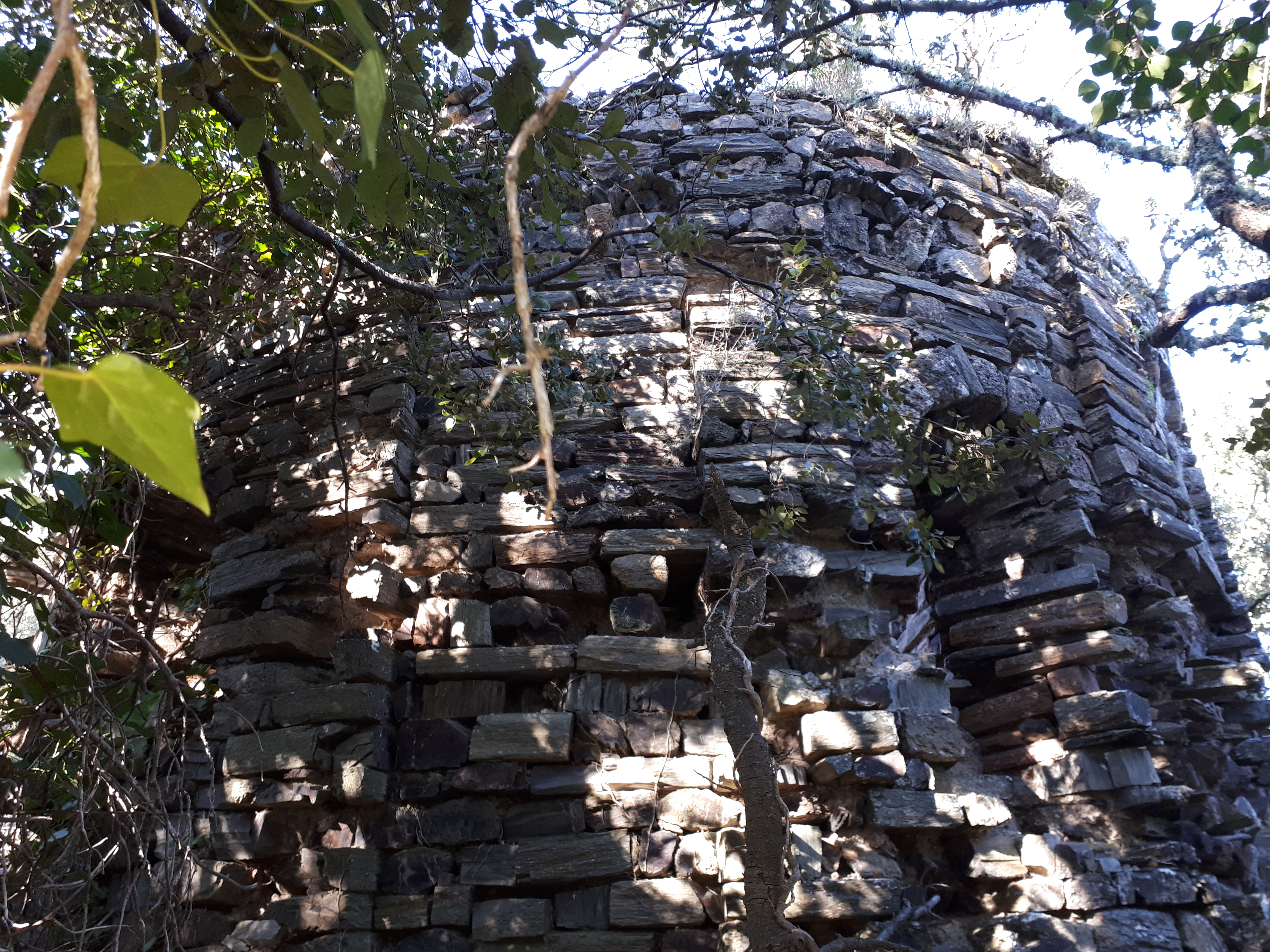
L'abside.
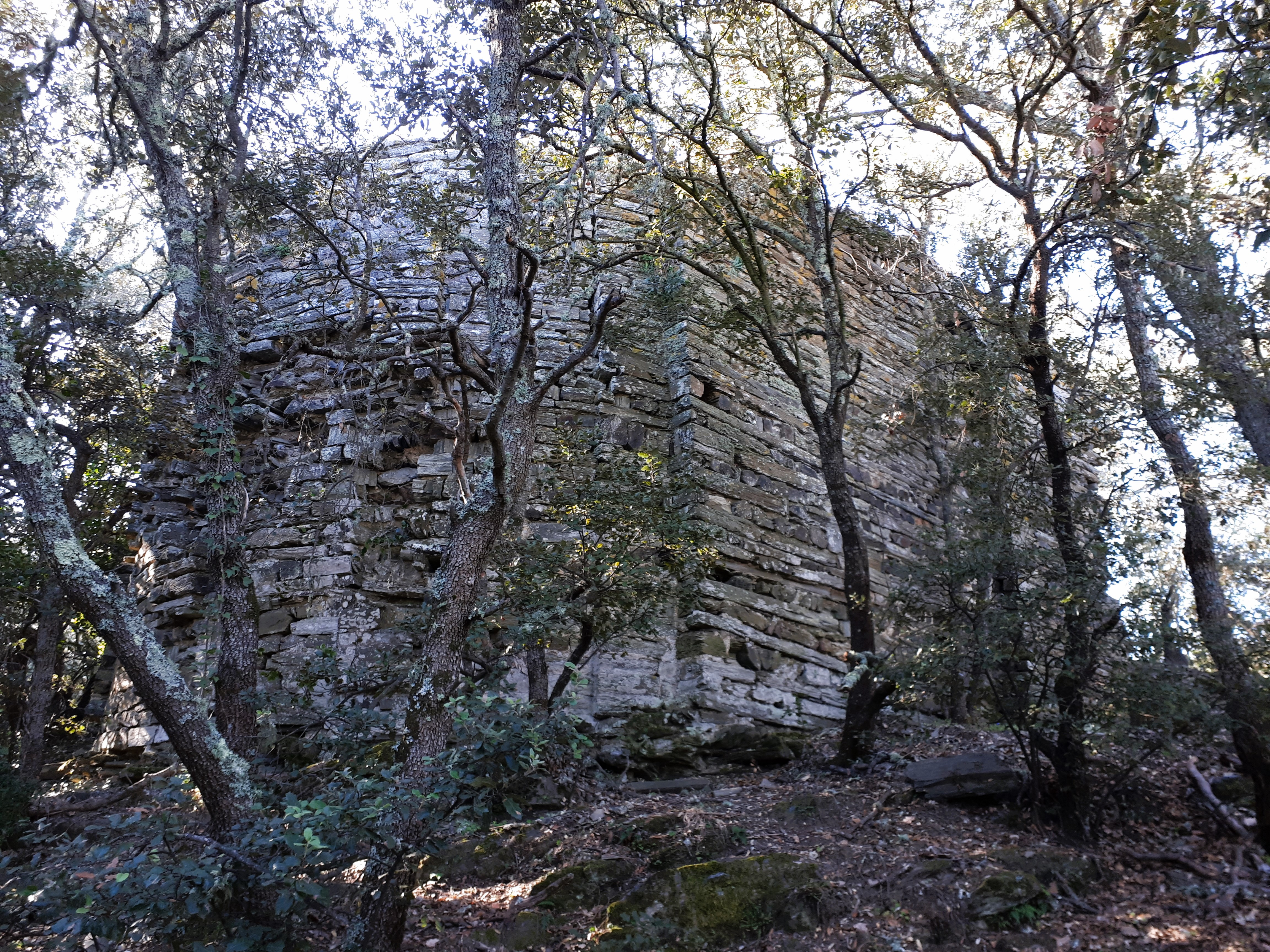
Le mur nord.